# Waggerlhaus

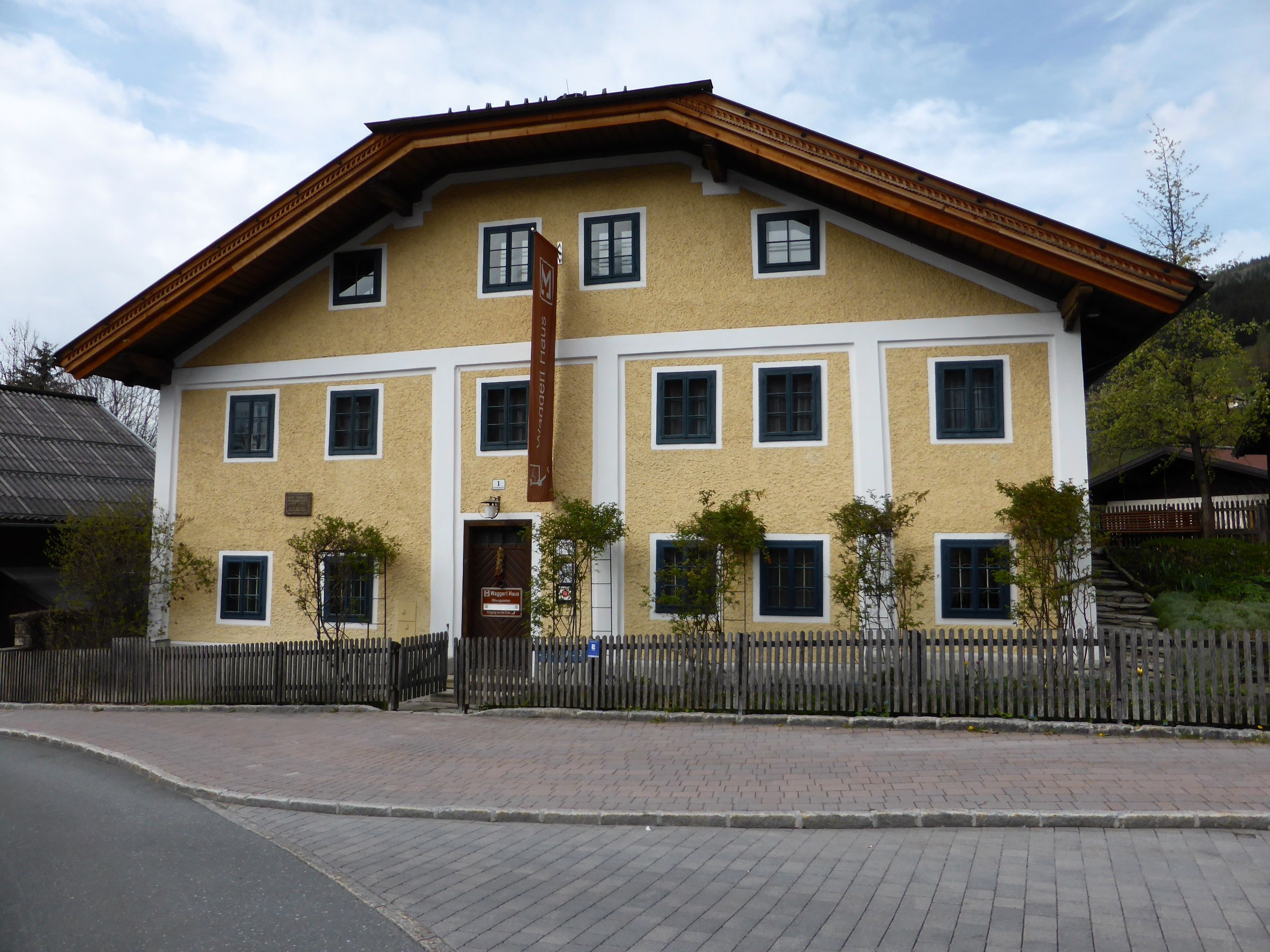
Waggerl Haus in Wagrain

Das Waggerlhaus, offiziell Waggerl Haus, in Wagrain (Land Salzburg) war über 50 Jahre Heimat des Dichters Karl Heinrich Waggerl (1897–1973) und dient seit 1994 als Museum. Das Gebäude aus dem 18. Jahrhundert steht unter Denkmalschutz.

## Geschichte
Waggerl wurde 1897 in ärmlichen Verhältnissen in Bad Gastein geboren. Zusammen mit seiner Frau Edith († 1990) zog er im Jahre 1920 als Lehrer nach Wagrain. Bis zu seinem Tode im Jahre 1973 lebte er im Waggerl Haus. Die erste urkundliche Erwähnung erfolgte bereits 1776 als Aignerhaus. Das Ehepaar bewohnte in den 1920er Jahren zunächst zwei Dachkammern, erwarb aber bis 1955 nach und nach das halbe Haus. Hier sind all seine literarischen Werke entstanden.
Eine Schenkung von Edith Waggerl ermöglichte der Marktgemeinde Wagrain eine Umgestaltung des Hauses in Gemeinschaft mit dem Wagrainer Kulturverein Blaues Fenster und Wissenschaftlern als Museum. Die Eröffnung wurde im Jahre 1994 gefeiert.
So wie Waggerl die wichtigsten Räume hinterließ, wurden sie erhalten. Ausgestellt wurden seine kunsthandwerklichen Stücke als Buchbinder, Maler, Zeichner, Fotograf sowie Sammler. Kritische und informative Tafeln, Vitrinen, Hörstationen und Videofilme zur Person und seinem Werk wurden in einigen Räumen aufgestellt. Ziel des Museums ist es, einen Zugang zu dem Dichter und seinem Werk herzustellen.
Die Exponate stammen zum überwiegenden Teil aus der Sammlung des 1987 gegründeten Waggerl-Archivs. Beim Umbau des Gebäudes zum Museum wurde die Bausubstanz so wenig wie möglich verändert, um den ursprünglichen Charakter zu erhalten und gleichzeitig das Andenken an traditionelle ländliche Architektur zu wahren.

## Sonderausstellungen
- 2013: Uhren aus der Sammlung Dolezal und Waggerl

Elisabeth Dolezal, eine gebürtige Wienerin, die in den 1920er Jahren als Jugendliche nach Wagrain kam, verbrachte von da an jeden Sommer mit ihrer Familie im Pflegerschlössl. Über die vielen Jahre lernte sie Wagrain lieben und so pflegte sie enge Kontakte zu den damaligen Initiatoren des Heimatmuseumsvereines Erwin Exner, Karl Heinrich Waggerl, Alois Doppler und Ursula Seiwald. Aus Verbundenheit zu Wagrain überließ sie die wertvolle Familiensammlung bestehend aus Uhren und anderen antiken Gegenständen dem Heimatmuseumsverein. Nun kümmert sich der Kulturverein „Blaues Fenster“ um den Nachlass und präsentierte die Objekte 2013 in einer Sonderausstellung.
- 2014/2015: „Briefe an die Lieben“ – Waggerl, Wagrain und der Erste Weltkrieg

„Briefe an die Lieben“ beinhaltet in erster Linie die Einträge aus Waggerls Kriegstagebuch, in welchem der spätere Dichter seine Erlebnisse beschreibt. Die Ausstellung verknüpft die Schilderungen mit den zeitgleich in Wagrain stattfindenden Ereignissen. Anhand von Pressemeldungen, Tagebüchern, Briefen, Postkarten, Andenkenbildern, privaten Fotos, Plakaten und Militaria soll ein Bild gezeichnet werden vom Frontleben, dem Alltagsleben in Wagrain und dem Medienleben in den Tagen des Ersten Weltkrieges. Gezeigt werden Leihgaben von Wagrainern sowie aus den Museen in Bad Gastein, Bad Hofgastein und der Plakatsammlung Erick Eybl.

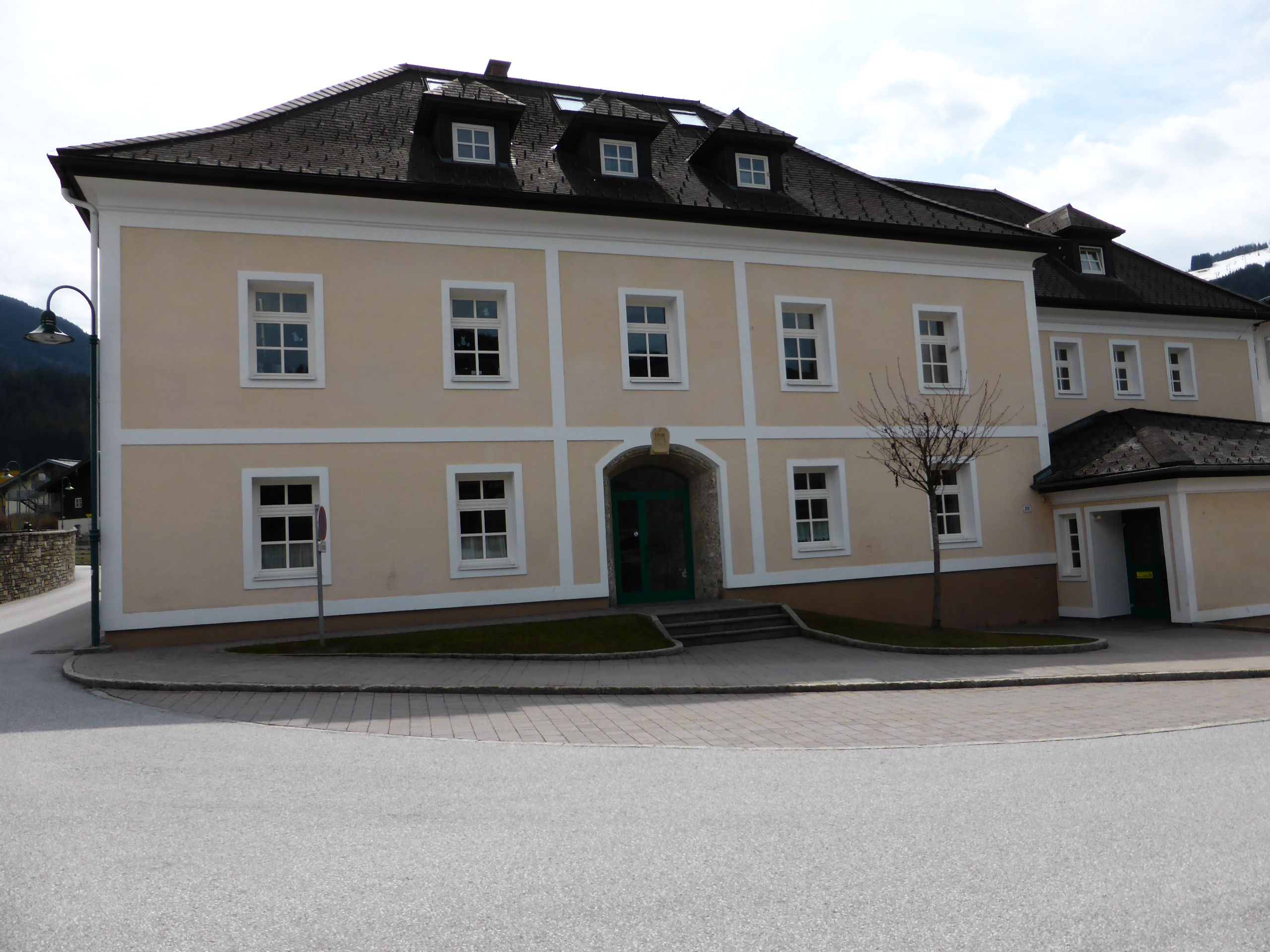
Joseph Mohr Schule in Wagrain

## Stille-Nacht-Raum
Seit dem Jahr 2006 ist ein Raum im Museum dem Vikar und Textdichter Joseph Mohr gewidmet, der im Jahr 1816 den Text für das Weihnachtslied „Stille Nacht, heilige Nacht“ schrieb, den zwei Jahre später Franz Xaver Gruber vertonte. Nach Wagrain kam Joseph Mohr im Jahr 1837. Im historischen Gedächtnis des Ortes blieb er als Begründer eines Schulneubaus und des Einlegerwesens für die Altenversorgung erhalten.

## Auszeichnungen
- 2001 Anerkennungspreis Salzburger Museumsschlüssel
- seit 2002 Österreichisches Museumsgütesiegel